# Brett Gurewitz
Brett Gurewitz (12 de maig de 1962), també conegut com a Mr.Brett i Brett Religion, és guitarrista i compositor de Bad Religion i amo de la discogràfica Epitaph i Hellcat Records.
Bad Religion es va fundar el 1979 amb Greg Graffin, Jay Ziskrout i Jay Bentley en les seves files i van treure el seu primer disc el 1981. Gurewitz també és conegut com a productor. Ha produït discos de Bad Religion, NOFX, Rancid, Pennywise, Millencolin, Daredevils…